# Northmen – A Viking Saga
Northmen – A Viking Saga ist ein schweizerisch-deutsch-südafrikanischer Spielfilm des Regisseurs Claudio Fäh aus dem Jahr 2014.

## Handlung
Eine Gruppe von Wikingern unter der Führung von Asbjörn strandet an der schottischen Küste, nachdem ihr Schiff im Sturm gesunken ist. Dort werden sie von Soldaten angegriffen, die die Königstochter Inghean zu ihrer Hochzeit begleiten. Die Wikinger besiegen die Soldaten und nehmen Inghean mit, in der Hoffnung, für sie Lösegeld zu bekommen. Unterwegs treffen sie auf einen Mönch, der ihnen Hilfe und Unterkunft gewährt. Währenddessen hat Ingheans Vater, König Dunchaid, eine Söldnertruppe mit der Verfolgung der Wikinger beauftragt, um seine Tochter zu befreien.
Als die Söldner den Turm angreifen, in dem sich der Mönch und die Wikinger aufhalten, kann die Gruppe durch einen Tunnel entkommen. Der Mönch bietet den Wikingern an, ihnen den Weg zum Danelag zu zeigen, wo sie in Sicherheit wären. Unterwegs werden sie mehrfach von den Söldnern angegriffen, können diese aber letztendlich besiegen. An einer Steilküste werden sie von König Dunchaid und seinen Truppen eingeholt. Asbjörn springt ins Wasser und kann aus einer Höhle ein Boot holen. Daraufhin springen die anderen Wikinger, der Mönch und auch Inghean, die sich entschlossen hat, bei den Wikingern zu bleiben, ebenfalls ins Wasser. Gemeinsam rudert die Gruppe in Richtung Danelag.

## Hintergrund
Northmen – A Viking Saga wurde in Deutschland und Südafrika gedreht. Nach der Premiere am 27. September 2014 auf dem Zurich Film Festival kam der Film am 23. Oktober 2014 in Deutschland, Österreich und dem deutschsprachigen Teil der Schweiz in die Kinos.

## Synchronisation
Northmen – A Viking Saga wurde von der TV+Synchron Berlin GmbH synchronisiert. Die Dialogregie führte Andreas Pollak, der auch das Dialogbuch schrieb.
| Darsteller      | Deutscher Sprecher | Rolle          |
| --------------- | ------------------ | -------------- |
| Ed Skrein       | Michael Deffert    | Hjorr          |
| Charlie Murphy  | Manja Doering      | Inghean        |
| Ryan Kwanten    | Nicolas Böll       | Conall         |
| Tom Hopper      | Marco Kröger       | Asbjörn        |
| Ken Duken       | Ken Duken          | Thorald        |
| Leo Gregory     | Roman Kretschmer   | Jorund         |
| Anatole Taubman | Anatole Taubman    | Bovarr         |
| Richard Lothian | Beat Marti         | Haldor         |
| Danny Keogh     | Roland Hemmo       | König Dunchaid |
| Johan Hegg      | Karl Schulz        | Valli          |
| Darrell D’Silva | Axel Lutter        | Gunnar         |
| David James     | Erich Räuker       | Gang Leader    |
| Mark Strepan    | Wanja Gerick       | Grim           |
| Joe Vaz         | Hans Hohlbein      | Murdill        |

## Kritiken
Filmstarts beurteilt Northmen – A Viking Saga als einen „charmante[n] Actionfilm, der mit seinen soliden handgemachten Kampf- und Jagdszenen über weite Strecken Spaß verbreitet“. Für Christina Rietz von Spiegel Online ist der Film ein „Vollreinfall“, sie bemängelt unter anderem die schlechte Action und vorhersehbare Dialoge. Das Lexikon des internationalen Films stellt fest, dass der Film „nicht die Standards einschlägiger Fernsehserien“ erreiche, obwohl er „in der Hauptrolle gut besetzt“ sei.
Im Feuilleton der Frankfurter Allgemeinen Zeitung wird der Film mit anderen Werken des Genres verglichen, die sich um „Edelmut und Hordenwesen“ drehten und dabei grundlegende zivilisatorische Fragen aufwerfen würden: Die „Northmen“ stünden „für eine Welt des Ordnungszerfalls, in der kein Weltpolizist mehr die Warlords in Schach zu halten vermag, in der scheiternde Staaten sich blutig aneinander reiben […]“